# Comuna Ialosovețke, Horol
Ialosovețke (în ucraineană Ялосовецьке) este o comună în raionul Horol, regiunea Poltava, Ucraina, formată din satele Barîlivșciîna, Brîhadîrivka, Cervone, Ialosovețke (reședința), Krîvți, Lahodivka, Mîkolaiivka, Novoivanivka, Orlîkivșciîna și Ropleanske.

## Demografie
Componența lingvistică a comunei Ialosovețke
     Ucraineană (96,6%)
     Rusă (2,79%)
     Alte limbi (0,22%)
Conform recensământului din 2001, majoritatea populației comunei Ialosovețke era vorbitoare de ucraineană (96,6%), existând în minoritate și vorbitori de rusă (2,79%).